# بارتو (جورجيا)
بارتو (بالإنجليزية: Bartow, Georgia)‏ هي بلدة تقع في مقاطعة جيفرسون بولاية جورجيا في الولايات المتحدة. تبلغ مساحتها 2.9 (كم²)، وترتفع عن سطح البحر 74 م، بلغ عدد سكانها 286 نسمة في عام 2010 حسب إحصاء مكتب تعداد الولايات المتحدة وتصل الكثافة السكانية فيها 76.9 نسمة/كم2.

## أعلام
- روبي ولز
- ويليام أوسكار سميث

## وصلات خارجية
- The US50 - Cities and Towns in Georgia State
- Georgia Cities and Towns, Facts, Map, Flag, Colleges, Government, and More